# بييتراسانتا
بييتراسانتا (Pietrasanta) مدينة إيطالية يبلغ عدد قاطنيها 24.609 ساكن في مقاطعة لوكا. العاصمة التاريخية لمنطقة فرسيليا ، هو مركز لمعالجة الرخام والبرونز ذو أهمية دولية ، وملتقى النحاتين من مختلف أنحاء العالم أن يبقى هناك حتى يعمل خلق أبعاد كبيرة. وبفضل ثروة من المعالم التاريخية وحسن الرعاية ، والبلد على مر الزمن المتخذة لمواجهة حقيقية في وسط الفن ، مع العديد من صالات العرض والمعارض الموسمية كبير على ساحة و كنيسة القديس أوغسطين.

## السكان
في سنة 1861 بلغ عدد السكان 10٬763 نسمة، وتطور العدد ليصل في سنة 2011 لـ 24٬179 نسمة.
يظهر هذا المخطط البياني تطور النمو السكاني لـ بييتراسانتا

## توأمة
لبييتراسانتا اتفاقيات توأمة مع كل من:
- Grenzach-Wyhlen [الإنجليزية]‏ [6]
- Écaussinnes [الإنجليزية]‏ [6]
- Villeparisis [الإنجليزية]‏ [6]
- Zduńska Wola [الإنجليزية]‏ [6]
- مونتغومري
- أوتسونوميا (1995 - )[7]
- Linköping Municipality [الإنجليزية]‏ [8]

## أعلام
- كورينا دينتوني
- لورينزو بينديتي
- جوليو دوناتي
- يوجينيو بارسانتي
- جوزويه كاردوتشي